# Syntonarcha
Syntonarcha is een geslacht van vlinders van de familie grasmotten (Crambidae), uit de onderfamilie Odontiinae.

## Soorten
- S. iriastis Meyrick, 1890
- S. vulnerata Lucas, 1894